# Шталлер
Шталлер (нім. Stallehr) — містечко й громада округу Блуденц в землі Форарльберг, Австрія. Шталлер лежить на висоті 600 м над рівнем моря і займає площу 1,66 км². Громада налічує 288 мешканців. Густота населення 173/км².  
Округ Блуденц лежить на півдні Форальбергу і межує зі Швейцарією. Місцеве населення, як і мешканці всього Форальбергу, розмовляє алеманським діалектом німецької мови, а тому ближче до швейцарців, ніж до населення більшої частини Австрії, яке розмовляє баварсько-австрійським діалектом. Кожне містечко й сільце області має розвинуту інфраструктуру для прийому туристів і дбає про свої музеї та інші визначні місця.     
|                                  |
| Шталлер на мапі округу та землі. |

Адреса управління громади: Nr. 19, 6700 Stallehr. 

## Демографія
Історична динаміка населення міста за даними сайту Statistik Austria